# Agonac
Agonac település Franciaországban, Dordogne megyében. Lakosainak száma 1809 fő (2022. január 1.). Agonac Champcevinel, Château-l’Évêque, Cornille, Sorges-et-Ligueux-en-Périgord, Saint-Front-d’Alemps, Brantôme en Périgord és Brantôme-en-Périgord községekkel határos.

## Népesség
A település népességének változása:
| Lakosok száma | 1162 | 1059 | 1342 | 1600 | 1718 | 1750 | 1761 | 1772 | 1791 | 1809 |
|               | 1968 | 1982 | 1990 | 2006 | 2013 | 2015 | 2017 | 2019 | 2020 | 2022 |